# Celestus
Celestus – rodzaj jaszczurek z rodziny Diploglossidae.

## Zasięg występowania
Rodzaj obejmuje gatunki występujące na Jamajce i Haiti.

## Systematyka

### Etymologia
- Celestus: J.E. Gray nie wyjaśnił etymologii nazwy rodzajowej[2].

### Podział systematyczny
Do rodzaju należą następujące gatunki: 
- Celestus barbouri Grant, 1940
- Celestus capitulatus Schools & Hedges, 2024
- Celestus crusculus (Garman, 1887)
- Celestus duquesneyi Grant, 1940
- Celestus hesperius Schools & Hedges, 2024
- Celestus hewardii Gray, 1845
- Celestus jamesbondi Schools & Hedges, 2024
- Celestus macrolepis Gray, 1845
- Celestus macrotus Thomas & Hedges, 1989
- Celestus microblepharis (Underwood, 1959)
- Celestus molesworthi Grant, 1940
- Celestus occiduus (Shaw, 1802)
- Celestus oligolepis Schools & Hedges, 2024
- Celestus striatus Gray, 1839